# Revolution (The Dubliners)
Revolution è un album in studio del gruppo musicale irlandese The Dubliners, pubblicato nel 1970.

## Tracce
Lato A
1. Alabama '58 – 3:16 (Ewan MacColl, Peggy Seeger)
2. The Captains and the Kings – 3:28 (Brendan Behan)
3. School Days Over – 2:53 (Ewan MacColl)
4. Sé Fáth Mo Bhuartha – 4:39 (Tradizionale; arrangiamento di Phil Coulter)
5. Scorn Not His Simplicity – 3:38 (Phil Coulter, Bill Martin)
6. For What Died the Sons of Róisín? – 2:06 (Luke Kelly)
7. Joe Hill – 2:47 (Alfred Hayes, Earl Robinson)

Durata totale: 22:47
Lato B
1. Ojos Negros – 2:37 (Tradizionale; arrangiamento The Dubliners)
2. The Button Pusher – 3:07 (Enoch Kent)
3. The Bonny Boy – 3:33 (Tradizionale; arrangiamento The Dubliners)
4. Medley – 4:42
5. Biddy Mulligan – 1:55 (Seamus Kavanagh)
6. The Peat Bog Soldiers – 2:36 (Tradizionale; arrangiamento The Dubliners)

Durata totale: 18:30

## Formazione
- Ronnie Drew - voce, chitarra
- Luke Kelly - voce, banjo a 5 corde
- Barney McKenna - banjo tenore, mandolino
- Ciarán Bourke - tin whistle, armonica, chitarra, voce
- John Sheahan - fiddle, tin whistle, mandolino

Note aggiuntive
- Bill Martin e Phil Coulter - produttori
- John Hudson - ingegnere del suono
- Tom Collins - foto copertina[1]